# Лубенець Григорій Кузьмович
Григо́рій Кузьмо́вич Лубене́ць (30 жовтня (12 листопада) 1913, Новий Стародуб, тепер Петрівського району Кіровоградської області — 6 січня 1988, Київ) — радянський державний діяч, міністр будівництва підприємств важкої індустрії, Герой Соціалістичної Праці (9.08.1958). Кандидат технічних наук. Депутат Верховної Ради УРСР 6—10 скликань. Член ЦК КПУ в 1966—1986 р.

## Біографічні відомості

Могила Григорія Лубенця

Народився 30 жовтня (12 листопада) 1913 року в селі Новому Стародубі в селянській родині. У 1928—1931 роках — учень Олександрійського технікуму механізації сільського господарства Зінов'євського округу.
У 1931—1933 роках — механік, старший механік Олександрійської машинно-тракторної станції (МТС).
У 1933—1935 роках — інструктор-викладач Олександрійської школи механізаторів.
У 1935—1940 роках — студент Дніпропетровського інженерно-будівельного інституту.
У 1940 році — десятник, помічник старшого виконроба тресту «Запоріжбуд» у місті Запоріжжі.
У 1940—1941 роках — майстер, старший виконроб дільниці «Доменбуд» тресту «Криворіжбуд» у місті Кривому Розі.
У 1941 році — інженер, старший інженер виробничо-технічного відділу тресту «Магнітбуд» міста Магнітогорська Челябінської області РРФСР.
У 1941—1942 роках — начальник управління «Прокатбуд» тресту «Магнітбуд» міста Магнітогорська Челябінської області.
У 1942—1946 роках — начальник виробничо-розподільного відділу, головний диспетчер тресту «Магнітбуд» міста Магнітогорська Челябінської області.
У 1946—1955 роках — головний диспетчер, заступник головного інженера, головний інженер тресту «Запоріжбуд» міста Запоріжжя.
Член ВКП(б) з 1947 року.
У 1955 — серпні 1956 року — керуючий тресту «Ворошиловськбуд» міста Ворошиловськ (тепер Алчевськ) Ворошиловградської області.
У серпні 1956 — 31 травня 1957 року — заступник міністра будівництва підприємств металургійної і хімічної промисловості Української РСР та одночасно начальник головного управління «Головдонбасбуду».
У червні 1957—1960 роках — начальник управління будівництва підприємств металургійної, хімічної і машинобудівної промисловості («Металургхіммашбуду») Ради народного господарства (раднаргоспу) Сталінського економічного адміністративного району.
У травні — серпні 1960 року — заступник, у серпні 1960 — квітні 1962 року — 1-й заступник голови Ради народного господарства (раднаргоспу) Полтавського економічного адміністративного району.
У квітні — грудні 1962 року — заступник голови Ради народного господарства (раднаргоспу) Донецького економічного адміністративного району.
11 січня 1963 — 21 лютого 1967 року — міністр будівництва Української РСР.
21 лютого 1967 — 10 січня 1984 року — міністр будівництва підприємств важкої індустрії Української РСР.
Здійснював керівництво великомасштабних будівництв (прокатний стан 5600 на заводі «Азовсталь», Криворізької доменної печі № 9). Сприяв будівництву нового приміщення школи в рідному селі. Був делегатом XXIV з'їзду КПРС.
Потім — радник при Раді Міністрів Української РСР. Похований в Києві на Байковому кладовищі.

## Праці
Автор 122 наукових праць з організації виробництва та управління будівництвом.

## Відзнаки і нагороди
Герой Соціалістичної Праці (9.08.1958). Нагороджений трьома орденами Леніна (9.08.1958, 11.08.1966, 26.12.1973), орденом Жовтневої Революції (25.08.1971), трьома орденами Трудового Червоного Прапора (2.12.1947, 8.06.1978, 16.05.1983), медаллю «За трудову доблесть» (31.03.1945), медаллю «За трудову відзнаку» (15.01.1954), іншими медалями, двома Почесними Грамотами Президії Верховної Ради УРСР (1963). Заслужений будівельник Української РСР (11.11.1973).